# Ricky Kasso
Richard Allan Kasso Jr. (Huntington, 29 marzo 1967 – Riverhead, 7 luglio 1984) è stato un criminale statunitense.
Soprannominato Acid King, è divenuto tristemente noto per aver assassinato, il 16 giugno 1984, il diciassettenne Gary Lauwers tramite un rito satanico avvenuto nel villaggio di Northport, Long Island. L'omicidio è avvenuto proprio nel periodo in cui il satanismo e l'occultismo stavano diventando oggetto di interesse nazionale nella musica heavy metal  e nei giochi di ruolo e proprio per questo ha attirato pesantemente l'attenzione dei media.

## Biografia
Kasso era figlio dell'insegnante di storia e allenatore di football della locale Cold Spring Harbor High School; spesso veniva buttato fuori di casa in gioventù e si ritrovò a vivere nei sobborghi di Northport dormendo dove gli capitava. Era inoltre un assiduo consumatore di droghe (soprattutto hashish, marijuana, PCP e LSD) e raramente anche spacciatore. Successivamente entrò in contatto con il mondo dell'occulto e del satanismo e probabilmente era un conoscente del gruppo di giovani sbandati noto come "i re del cerchio nero".
Nel 1984 partecipa ad alcuni riti in persona mentre successivamente i suoi genitori lo portarono al South Oaks Psychiatric Hospital di Amityville per farlo disintossicare e guarire dalle sue turbe psichiche. Un anno prima dell'omicidio venne arrestato per aver profanato una tomba in un cimitero locale e meno di un mese dopo contrasse la polmonite: trasportato e curato al Long Island Jewish Hospital venne rilasciato dopo che i medici diagnosticarono in lui tendenze antisociali, ma non psicotiche o pericolose.

## L'omicidio
I contrasti tra Kasso e Lauwers cominciarono qualche tempo prima del delitto probabilmente perché Lauwers rubò a Kasso dieci buste di PCP mentre questi era svenuto ad una festa; Kasso successivamente si confrontò con lui e Lauwers gli promise cinquanta dollari per le buste che aveva già consumato e la restituzione delle altre. Secondo quanto riferito, Kasso picchiò Lauwers in almeno quattro occasioni distinte.
La sera dell'omicidio Kasso e altri due soggetti, Jimmy Troiano e Albert Quinones, invitarono Lauwers a consumare con loro della droga nei boschi di Aztakea, dove assunsero LSD. Ad un certo punto della notte la situazione degenerò in violenza e Kasso, nella colluttazione con Lauwres, prima lo morse al collo e poi lo pugnalò al petto; la furia omicida durò per parecchio tempo, dalle tre alle quattro ore. Quinones dichiarò che Troiano aiutò Kasso tenendo fermo Lauwrens ma successivamente ritrattò. La vittima venne colpita dalle diciassette alle trentasei volte e venne pugnalata anche agli occhi. Durante l'attacco Kasso ordinò a Lauwers di dire di amare Satana, al che rispose dicendo di voler bene a sua madre. Dopo l'omicido Kasso e Troiano coprirono il corpo di Lauwers con foglie e piccoli stecchi.
Commesso l'atroce delitto, Kasso cominciò a vantarsi del fatto con altri giovani del luogo affermando che l'omicidio era in realtà un sacrificio umano: in particolare affermò che il gesto gli era stato ordinato da Satana e che dopo questo aveva visto e sentito gracchiare un corvo nero come segno dell'approvazione del demonio; Kasso era talmente fiero di quanto fatto che condusse alcuni ragazzi sul luogo del delitto e mostrò loro il cadavere per fugare ogni dubbio. Il 1º luglio una soffiata anonima lo denunciò alla polizia, il 4 dello stesso mese venne ritrovato il corpo e il 7 luglio Kasso si uccise impiccandosi nella sua cella. Troiano venne accusato di omicidio di secondo grado nell'aprile del 1985.
| Controllo di autorità | VIAF (EN) 108051509 · LCCN (EN) no2010040996 |